# Superstock 1000 FIM Cup 2009
Superstock 1000 FIM Cup 2009 è l'undicesima edizione della Superstock 1000 FIM Cup.
Il titolo piloti è stato vinto da Xavier Siméon sulla Ducati 1098R del team Ducati Xerox Junior che ha preceduto di 57 punti l'italiano Claudio Corti sulla Suzuki GSX-R 1000 K9 del team Suzuki Alstare.
Il campionato costruttori ha visto primeggiare la Ducati che ha staccato di 53 punti la Honda.

## Piloti partecipanti
fonte
Tutte le motociclette in competizione sono equipaggiate con pneumatici forniti dalla Pirelli.
| Nº  | Pilota             | Squadra                    | Motocicletta         |
| --- | ------------------ | -------------------------- | -------------------- |
| 2   | Luca Morelli       | Pro Action                 | Kawasaki ZX 10R      |
| 3   | Alexander Lundh    | Cresto Guide               | Honda CBR1000RR      |
| 5   | Danny De Boer      | MTM Racing                 | Yamaha YZF R1        |
| 7   | René Mähr          | TKR Suzuki Switzerland     | Suzuki GSX-R 1000 K9 |
| 8   | Andrea Antonelli   | Yamaha Italia Jr Trasimeno | Yamaha YZF R1        |
| 9   | Matteo Guarino     | Gomme e Service            | Honda CBR1000RR      |
| 11  | Pere Tutusaus      | Go Eleven - PMS            | KTM RC8 R            |
| 12  | Nico Vivarelli     | Race Junior                | Honda CBR1000RR      |
| 12  | Nico Vivarelli     | Go Eleven - PMS            | KTM RC8 R            |
| 14  | Federico Biaggi    | JiR Junior Team Gabrielli  | Aprilia RSV4 Factory |
| 16  | Raymond Schouten   | VD Heyden Motors Yamaha    | Yamaha YZF R1        |
| 19  | Xavier Siméon      | Ducati Xerox Junior        | Ducati 1098R         |
| 20  | Sylvain Barrier    | Garnier Junior Racing      | Yamaha YZF R1        |
| 21  | Maxime Berger      | Ten Kate Honda Racing      | Honda CBR1000RR      |
| 22  | Alexander Lowes    | UnionBike Gimotorsports    | MV Agusta F4 312 R   |
| 23  | Federico Sandi     | JiR Junior Team Gabrielli  | Aprilia RSV4 Factory |
| 25  | Gregg Black        | Garnier Junior Racing      | Yamaha YZF R1        |
| 26  | Andrea Liberini    | Azione Corse               | Honda CBR1000RR      |
| 29  | Daniele Beretta    | Ducati Xerox Junior        | Ducati 1098R         |
| 30  | Michaël Savary     | Coutelle Junior            | Honda CBR1000RR      |
| 34  | Davide Giugliano   | UnionBike Gimotorsports    | MV Agusta F4 312 R   |
| 34  | Davide Giugliano   | Celani Race                | Suzuki GSX-R 1000 K9 |
| 34  | Davide Giugliano   | Yamaha Lorenzini by Leoni  | Yamaha YZF R1        |
| 35  | Allard Kerkhoven   | Racing Team Oliveira       | Yamaha YZF R1        |
| 36  | Philippe Thiriet   | MS Racing I                | Honda CBR1000RR      |
| 38  | Grégory Leblanc    | Duterne Racing             | Yamaha YZF R1        |
| 39  | Julien Millet      | Garnier Junior Racing      | Yamaha YZF R1        |
| 41  | Lorenzo Baroni     | RCGM Moto 2000             | Yamaha YZF R1        |
| 44  | Balázs Németh      | MS Racing II               | Honda CBR1000RR      |
| 45  | Luca Verdini       | Supersonic Racing          | Honda CBR1000RR      |
| 45  | Luca Verdini       | RCGM Moto 2000             | Yamaha YZF R1        |
| 46  | Thomas Bridewell   | Yamaha Lorenzini by Leoni  | Yamaha YZF R1        |
| 49  | Conor Cummins      | Blackhorse Yamaha          | Yamaha YZF R1        |
| 51  | Santiago Barragán  | Holiday Gym Racing         | Honda CBR1000RR      |
| 53  | Dominic Lammert    | BWIN Yoshimura Racing      | Suzuki GSX-R 1000 K9 |
| 55  | Tiago Dias         | IamaLoures Cetelem Yamaha  | Yamaha YZF R1        |
| 56  | Tomas Svitok       | UnionBike Gimotorsports    | MV Agusta F4 312 R   |
| 57  | Kim Arne Sletten   | MTM Racing                 | Yamaha YZF R1        |
| 61  | Franck Millet      | Race Junior                | Honda CBR1000RR      |
| 63  | Per Bjork          | Azione Corse               | Honda CBR1000RR      |
| 64  | Danilo Andric      | Yamaha Italia Jr Trasimeno | Yamaha YZF R1        |
| 65  | Loris Baz          | MRS Racing                 | Yamaha YZF R1        |
| 66  | Mateusz Stoklosa   | Intermoto Czech            | Honda CBR1000RR      |
| 69  | Ondřej Ježek       | MS Racing II               | Honda CBR1000RR      |
| 71  | Claudio Corti      | Suzuki Alstare             | Suzuki GSX-R 1000 K9 |
| 72  | Nicolas Pouhair    | MRS Racing                 | Yamaha YZF R1        |
| 72  | Nicolas Pouhair    | ASPI - CSM Bucharest       | Yamaha YZF R1        |
| 73  | Simone Saltarelli  | Boselli Races              | Suzuki GSX-R 1000 K9 |
| 77  | Barry Liam Burrell | MS Racing I                | Honda CBR1000RR      |
| 81  | Ayrton Badovini    | JiR Junior Team Gabrielli  | Aprilia RSV4 Factory |
| 84  | Fabio Massei       | Yamaha Lorenzini by Leoni  | Yamaha YZF R1        |
| 86  | Loic Napoleone     | Celani Race                | Suzuki GSX-R 1000 K9 |
| 86  | Loic Napoleone     | MRS Racing                 | Yamaha YZF R1        |
| 87  | Gareth Jones       | RT Motorsport              | Yamaha YZF R1        |
| 88  | Jaroslav Cerny     | Bily Racing                | Yamaha YZF R1        |
| 89  | Domenico Colucci   | Barni Racing               | Ducati 1098R         |
| 91  | Hampus Johansson   | SRT Yamaha                 | Yamaha YZF R1        |
| 93  | Matthieu Lussiana  | ASPI - CSM Bucharest       | Yamaha YZF R1        |
| 99  | Chris Leeson       | Team Pedercini             | Kawasaki ZX 10R      |
| 107 | Niccolò Rosso      | Yamaha Lorenzini by Leoni  | Yamaha YZF R1        |
| 111 | Ismael Ortega      | Team Pedercini             | Kawasaki ZX 10R      |
| 112 | Javier Forés       | Team Pedercini             | Kawasaki ZX 10R      |
| 117 | Denis Sacchetti    | Go Eleven - PMS            | KTM RC8 R            |
| 117 | Denis Sacchetti    | Race Junior                | Honda CBR1000RR      |
| 119 | Michele Magnoni    | RCGM Moto 2000             | Yamaha YZF R1        |
| 119 | Michele Magnoni    | Bevilacqua Corse           | Yamaha YZF R1        |
| 120 | Marcin Walkowiak   | Lw Bogdanka Racing         | Honda CBR1000RR      |
| 131 | Patrizio Valsecchi | RCGM Moto 2000             | Yamaha YZF R1        |
| 141 | Gabriele Perri     | Azione Corse               | Honda CBR1000RR      |
| 191 | Tomas Krajci       | MS Racing II               | Honda CBR1000RR      |

| Legenda            |
| ------------------ |
| Pilota wildcard    |
| Pilota Sostitutivo |

## Calendario
| N° | Data         | Gran Premio | Circuito         | Pole Position    | Vincitore Gara | Leader del campionato |
| -- | ------------ | ----------- | ---------------- | ---------------- | -------------- | --------------------- |
| 1  | 5 aprile     | Spagna      | Valencia         | Davide Giugliano | Claudio Corti  | Claudio Corti         |
| 2  | 26 aprile    | Paesi Bassi | Assen            | Maxime Berger    | Maxime Berger  | Maxime Berger         |
| 3  | 10 maggio    | Italia      | Monza            | Xavier Siméon    | Claudio Corti  | Claudio Corti         |
| 4  | 21 giugno    | San Marino  | Misano Adriatico | Xavier Siméon    | Maxime Berger  | Xavier Siméon         |
| 5  | 28 giugno    | Regno Unito | Donington Park   | Xavier Siméon    | Xavier Siméon  | Xavier Siméon         |
| 6  | 26 luglio    | Rep. Ceca   | Brno             | Xavier Siméon    | Xavier Siméon  | Xavier Siméon         |
| 7  | 6 settembre  | Germania    | Nürburgring      | Loris Baz        | Xavier Siméon  | Xavier Siméon         |
| 8  | 27 settembre | Italia      | Imola            | Ayrton Badovini  | Xavier Siméon  | Xavier Siméon         |
| 9  | 4 ottobre    | Francia     | Magny-Cours      | Xavier Siméon    | Maxime Berger  | Xavier Siméon         |
| 10 | 25 ottobre   | Portogallo  | Portimão         | Maxime Berger    | Xavier Siméon  | Xavier Siméon         |

## Classifiche

### Classifica Piloti[1]
| Posizione | Pilota             | Motocicletta               | Spagna (bandiera) | Paesi Bassi (bandiera) | Italia (bandiera) | San Marino (bandiera) | Regno Unito (bandiera) | Rep. Ceca (bandiera) | Germania (bandiera) | Italia (bandiera) | Francia (bandiera) | Portogallo (bandiera) | Punti |
| --------- | ------------------ | -------------------------- | ----------------- | ---------------------- | ----------------- | --------------------- | ---------------------- | -------------------- | ------------------- | ----------------- | ------------------ | --------------------- | ----- |
| 1         | Xavier Siméon      | Ducati                     | 2                 | 2                      | 2                 | 2                     | 1                      | 1                    | 1                   | 1                 | 2                  | 1                     | 225   |
| 2         | Claudio Corti      | Suzuki                     | 1                 | 5                      | 1                 | 4                     | 2                      | 6                    | 5                   | 2                 | 4                  | 2                     | 168   |
| 3         | Maxime Berger      | Honda                      | 3                 | 1                      | Rit               | 1                     | 3                      | Rit                  | 2                   | Rit               | 1                  | 5                     | 138   |
| 4         | Javier Forés       | Kawasaki                   | 4                 | 4                      | 3                 | 7                     | 4                      | 2                    | 3                   | 9                 | 7                  | 3                     | 132   |
| 5         | Sylvain Barrier    | Yamaha                     | Rit               | 3                      | 5                 | 3                     | 5                      | 4                    | Rit                 | 16                | 3                  | 7                     | 92    |
| 6         | Daniele Beretta    | Ducati                     | 6                 | 11                     | 4                 | 8                     | 7                      | 5                    | 6                   | 4                 | 10                 | Rit                   | 85    |
| 7         | Ondřej Ježek       | Honda                      | 7                 | 13                     | 6                 | 10                    | 12                     | 3                    | 8                   | 8                 | 12                 | 8                     | 76    |
| 8         | Loris Baz          | Yamaha                     | Rit               | 6                      | 10                | 9                     | 6                      | Rit                  | 14                  | 10                | 6                  | 6                     | 61    |
| 9         | René Mähr          | Suzuki                     | 11                | 16                     | 29                | 12                    | 13                     | 8                    | Rit                 | 12                | 5                  | 4                     | 48    |
| 10        | Davide Giugliano   | MV Agusta, Suzuki e Yamaha | Rit               | 8                      | Rit               | 6                     | 16                     | 9                    | 4                   | Rit               | 11                 |                       | 43    |
| 11        | Michaël Savary     | Honda                      | 12                | Rit                    | 11                | 13                    | 10                     | 11                   | 9                   | 14                | 9                  | Rit                   | 39    |
| 12        | Michele Magnoni    | Yamaha                     | 8                 | 17                     |                   | 5                     |                        |                      |                     | 3                 |                    |                       | 35    |
| 13        | Andrea Antonelli   | Yamaha                     | 10                | 12                     | Rit               | 14                    | 25                     | Rit                  | 7                   | Rit               | Rit                | 12                    | 25    |
| 14        | Dominic Lammert    | Suzuki                     | 15                | 14                     | 28                | 18                    | 14                     | NP                   | Rit                 | 5                 | 15                 | 9                     | 24    |
| 15        | Barry Liam Burrell | Honda                      | 5                 | 9                      | Rit               | 23                    | 15                     | Rit                  | Rit                 | Rit               | 13                 | 15                    | 23    |
| 16        | Raymond Schouten   | Yamaha                     | 19                | 10                     | NC                | Rit                   | 8                      | Rit                  | SQ                  | 17                | 8                  | NP                    | 22    |
| 17        | Santiago Barragán  | Honda                      | Rit               | 22                     | Rit               | 11                    | 19                     | 10                   | 15                  | Rit               | Rit                | 10                    | 18    |
| 18        | Lorenzo Baroni     | Yamaha                     |                   |                        |                   |                       |                        | 21                   | 10                  | 7                 | Rit                | 17                    | 15    |
| 19        | Federico Sandi     | Aprilia                    | NP                | 29                     | 8                 | 26                    | Rit                    | 12                   | Rit                 | SQ                | 21                 | 13                    | 15    |
| 20        | Ismael Ortega      | Kawasaki                   | 9                 | 15                     | 13                | Rit                   | 26                     | Rit                  | 13                  | Rit               | 20                 | 19                    | 14    |
| 21        | Fabio Massei       | Yamaha                     |                   |                        |                   | NP                    | 21                     | 15                   | 22                  | 13                | 14                 | 11                    | 11    |
| 22        | Simone Saltarelli  | Suzuki                     |                   |                        |                   |                       |                        |                      |                     | 6                 |                    |                       | 10    |
| 23        | Alexander Lundh    | Honda                      |                   |                        |                   |                       |                        | 7                    | 18                  |                   |                    |                       | 9     |
| 24        | Luca Verdini       | Honda e Yamaha             |                   |                        | 7                 | Rit                   | 24                     |                      |                     |                   |                    |                       | 9     |
| 25        | Gareth Jones       | Yamaha                     |                   | 7                      |                   |                       |                        |                      |                     |                   |                    |                       | 9     |
| 26        | Alex Lowes         | MV Agusta                  | Rit               | Rit                    | Rit               | 25                    | Rit                    | 13                   | Rit                 | 11                | 16                 |                       | 8     |
| 27        | Gregg Black        | Yamaha                     | Rit               | 21                     | Rit               | 17                    | 9                      | Rit                  |                     |                   |                    |                       | 7     |
| 28        | Patrizio Valsecchi | Yamaha                     |                   |                        | 9                 | 28                    | Rit                    |                      | 19                  | Rit               | NP                 |                       | 7     |
| 29        | Loic Napoleone     | Suzuki e Yamaha            | Rit               | 24                     | 26                | 15                    | 11                     |                      |                     | Rit               | Rit                | Rit                   | 6     |
| 30        | Hampus Johansson   | Yamaha                     | NP                | 26                     | 18                | 20                    | 20                     |                      | 11                  | 18                | 23                 | 16                    | 5     |
| 31        | Matthieu Lussiana  | Yamaha                     | 16                | Rit                    | 16                | Rit                   | Rit                    | 16                   | 12                  | Rit               | 18                 | Rit                   | 4     |
| 32        | Federico Biaggi    | Aprilia                    | Rit               | Rit                    | 12                | 24                    | NP                     | 24                   |                     | 23                |                    | 26                    | 4     |
| 33        | Denis Sacchetti    | KTM e Honda                | 18                | Rit                    | 17                | Rit                   |                        | 14                   |                     | Rit               |                    | 14                    | 4     |
| 34        | Thomas Bridewell   | Yamaha                     | 13                | 20                     | 19                |                       |                        |                      |                     |                   |                    |                       | 3     |
| 35        | Luca Morelli       | Kawasaki                   | Rit               | 23                     | 14                | 16                    |                        |                      |                     |                   |                    |                       | 2     |
| 36        | Nicolas Pouhair    | Yamaha                     | 14                | 27                     | 20                | 31                    | 23                     | 19                   | 16                  |                   |                    | 20                    | 2     |
| 37        | Julien Millet      | Yamaha                     |                   |                        |                   |                       |                        |                      |                     | 15                | 17                 | 23                    | 1     |
| 38        | Niccolò Rosso      | Yamaha                     | 21                | Rit                    | 15                | 22                    | 17                     | Rit                  |                     |                   |                    |                       | 1     |
| Posizione | Pilota             | Motocicletta               | Spagna (bandiera) | Paesi Bassi (bandiera) | Italia (bandiera) | San Marino (bandiera) | Regno Unito (bandiera) | Rep. Ceca (bandiera) | Germania (bandiera) | Italia (bandiera) | Francia (bandiera) | Portogallo (bandiera) | Punti |

| Legenda | 1º posto        | 2º posto            | 3º posto            | A punti      | Senza punti        | Grassetto=Pole position Corsivo=Giro più veloce |
| Legenda | Gara non valida | Non qual./Non part. | Ritirato/Non class. | Squalificato | "-" Dato non disp. | Grassetto=Pole position Corsivo=Giro più veloce |

### Sistema di punteggio
| Pos.  | 1  | 2  | 3  | 4  | 5  | 6  | 7 | 8 | 9 | 10 | 11 | 12 | 13 | 14 | 15 | 16> |
| Punti | 25 | 20 | 16 | 13 | 11 | 10 | 9 | 8 | 7 | 6  | 5  | 4  | 3  | 2  | 1  | 0   |

### Costruttori[2]
| Posizione | Costruttore | Spagna (bandiera) | Paesi Bassi (bandiera) | Italia (bandiera) | San Marino (bandiera) | Regno Unito (bandiera) | Rep. Ceca (bandiera) | Germania (bandiera) | Italia (bandiera) | Francia (bandiera) | Portogallo (bandiera) | Punti |
| --------- | ----------- | ----------------- | ---------------------- | ----------------- | --------------------- | ---------------------- | -------------------- | ------------------- | ----------------- | ------------------ | --------------------- | ----- |
| 1         | Ducati      | 2                 | 2                      | 2                 | 2                     | 1                      | 1                    | 1                   | 1                 | 2                  | 1                     | 225   |
| 2         | Honda       | 3                 | 1                      | 6                 | 1                     | 3                      | 3                    | 2                   | 8                 | 1                  | 5                     | 172   |
| 3         | Suzuki      | 1                 | 5                      | 1                 | 4                     | 2                      | 6                    | 4                   | 2                 | 4                  | 2                     | 170   |
| 4         | Kawasaki    | 4                 | 4                      | 3                 | 7                     | 4                      | 2                    | 3                   | 9                 | 7                  | 3                     | 132   |
| 5         | Yamaha      | 8                 | 3                      | 5                 | 3                     | 5                      | 4                    | 7                   | 3                 | 3                  | 6                     | 126   |
| 6         | MV Agusta   | Rit               | 8                      | Rit               | 6                     | 16                     | 13                   | Rit                 | 11                | 16                 |                       | 26    |
| 7         | Aprilia     | Rit               | 29                     | 8                 | 24                    | Rit                    | 12                   | Rit                 | 23                | 21                 | 13                    | 15    |
| NC        | KTM         | 18                | 30                     | 17                | 33                    |                        | 17                   | 20                  | 20                | 19                 | 18                    | 0     |